# 連溫卿
連溫卿（1894年5月—1957年11月），是一位出身臺北的社會運動參與者與政治人物。

## 生平
畢業於公學校後，連溫卿仍持續自修。1913年，有鑒於人種、語言不同導致造成糾紛，便響應世界語運動，希望人工的世界語能夠超越民族信仰，並促使人類和平。之後，日本人兒玉四郎在臺灣創立日本世界語協會（ESP）臺灣支部（後為臺灣世界語協會），連溫卿出任協會刊物《綠蔭》（La Verda Ombro）主編。
連溫卿參與世界語運動時便對社會主義等社會科學理論有所研究。1923年7月，他與蔣渭水等人籌組社會問題研究會，卻遭日本官方取締；此會前身為馬克斯研究會， 出生於臺北的日本籍女性社會主義青年山口小靜也參加其中。 此外，連溫卿也與蔣渭水等組成臺北青年會，這是臺灣島內第一個青年組織（臺灣第一個青年組織是在日本東京成立的新民會）。
連溫卿的左傾與山口小靜有密切關係；由於山口小靜從北一女中畢業後即赴東京女子高等師範學校就讀，因緣際會認識了日本社會主義者山川均（是日本共產黨的最早組織者之一）及其妻山川菊榮(女權運動者)。因此，當山口小靜遭校方迫害而返回臺灣後，她便成為連溫卿與山川均建立通信聯繫的媒介。兩人除共同推動世界語運動之外，更組織了相當於台灣文化協會領導人內部學習組織的「馬克斯研究會」。而連溫卿也在山口小靜逝世於1923年之後，於1924年4月至5月訪問日本，並與山川均和山川菊榮秘密會面。在此次旅行中，連溫卿拜訪了《台灣民報》的東京辦事處，拜訪了許多世界語運動與左翼運動參與者，還參與了東京的五一國際勞動節示威，受到了極大的感動。 旅日期間，連溫卿寫下了《蠹魚的旅行日記》，該日記後來曾以筆名「越無」連載發表於中國某報紙上。連溫卿的朋友、琉球學者比嘉春潮曾收藏有該連載的剪貼合訂本，後將該剪貼本贈送給旅日學者戴國煇。
1927年1月3日，臺灣文化協會在臺中公會堂舉行臨時大會，因修改會則而引起分裂；連溫卿提案採委員長制並且獲該組織總會通過，導致右派脫離文協，另組臺灣民眾黨。但是，由於1928年台灣共產黨在上海成立，作為新文協領導者的連溫卿便成為台共不得不面對的台灣社會主義運動領導人。連溫卿首先在台共《一九二八年綱領》中被批判為福本和夫路線的「福本主義者」（福本主義的特徵是要求組織內部的分派理論鬥爭，經此純化，作為工人階級先鋒隊的組織才能同相分離了的工人階級再結合），後來又由於台共遭到日共糾正以及共產國際六大之後的路線轉換，連溫卿便又被臺共當成「左翼社會民主主義者」、「分裂、投機、地盤主義者」，並正式戴上「山川主義者」的帽子。這種扣帽子的狀況，多少源自於山川均本人在日本也被定位為左翼社會民主主義者的關係。 在新文協內部的台共黨團策畫下，連溫卿於1929年11月新文協第三次全島大會上遭開除，此後徹底退出台灣社會運動，並在1930年訪問日本時，寫下了形同告別記事的《旅行を了りたる人の日記》（結束旅行之人的日記）。 也由於連溫卿退出激進運動，遂能倖免於1947年的二二八事件和以1949年四六事件為起點的五零年代白色恐怖。
據研究，在連溫卿與台灣共產黨的矛盾中，工會路線是最為突出的問題。台共建黨之前，連溫卿曾主張在台灣組織台灣總工會以對抗蔣渭水台灣民眾黨系統的台灣工友總聯盟。但台共建黨之初的《一九二八年綱領》並沒有特別突出台灣總工會路線。因為台共企圖將「台灣總工會」路線同台共的親密戰友王敏川所主導的另一條路線相調和，這條路線就是全島勞動運動統一同盟路線。台灣總工會路線與全島勞動運動統一同盟路線的差別在於，前者主張由上而下首先實現左派工會之間的內部統一，後者則主張由下而上逐漸實現左右派工會之間的統一。在當時，由於臺共《一九二八年綱領》採取了調和態度，因此，雖然《一九二八年綱領》批判了連溫卿，卻未把連溫卿當成非打倒不可的敵人。也因為台共當時採取的調和主義主義路線，因此台共甚至提出要在台共之外另建一個合法的「大眾黨」（這是指一個政黨的性質），而這個戰術，實際上也是連溫卿領導新文協時期所提出的主張，因此連溫卿領導時期的《台灣大眾時報》所提出的「新政黨組織」口號，就是指大眾黨（或者「台灣大眾黨」，但這是指一個政黨的專名）。但是，當台共遭到日共批評而共產國際也展開方向轉換之後，台共發現連溫卿的台灣總工會路線是合乎新路線要求的（同時，台共也被迫放棄大眾黨的組織計畫），因此以林木順為首的島外台共中央開始明確主張組織赤色的台灣總工會，並加大批判連溫卿的力度。
雖然連溫卿常因他與山川均之間的聯繫而被稱為台灣的山川主義者，而且連溫卿也曾在台灣文化協會分裂後的一段時間之內被台共視為福本主義者，但連溫卿從來沒有承認過這些帽子。然而這些與馬克思主義有密切關係的帽子恰恰體現出連溫卿思想中的馬克思主義傾向。不過，連溫卿的無政府主義傾向也是非常值得重視的。 連溫卿終生與許多無政府主義者保持密切往來（如山鹿泰治）， 並在其過世之後，得到無政府主義者毛一波極其尊崇的悼文紀念，甚至暗示連溫卿可能至死都是無政府主義者。
連溫卿退出政治運動之後，曾在第二次世界大戰期間發表許多文章於《民俗臺灣》，戰後則發表許多關於臺灣民俗、歷史的文章在《臺北文物》之類的刊物上。戰後生活潦倒。1955年臺北市文獻會成立，準備撰寫《臺北市志》時，請連溫卿撰寫政治運動篇，但因負責該次台北市誌的王詩琅看過內容後，深覺在當時的白色恐怖統治下，連的文章一旦發表，後果難料，只由王詩琅私下收藏。1988年由張炎憲、翁佳音編校出版，不過連溫卿早於1957年已過世。
台灣島內最早介紹連溫卿生平的刊物是《夏潮》。 在海外最早介紹他的，則是旅日學者戴國煇發表在立教大學《史苑》上的一系列文章。
已故的前民主進步黨主席黃信介，為連溫卿的外甥。連溫卿之妹連好嫁給黃信介之父黃火炎。

## 相關研究
- 「連溫卿研究」網 （页面存档备份，存于）
- . . 台灣: 海峽學術出版社. 2009: 155–206. ISBN 9789866480195. doi:10.978.98664800/195.
- . . . 台灣: 遠足文化. 2017: 171–204. ISBN 9789869532297.